# Viktor Kolelishvili

a Compétitions nationales et continentales officielles uniquement.

b Matchs officiels uniquement.
Dernière mise à jour le 31 janvier 2021.
Viktor Kolelishvili (en géorgien : ვიქტორ კოლელიშვილი et phonétiquement en français : Viktor Kolélichvili), né le 9 octobre 1989 à Tbilissi (Géorgie), est un joueur de rugby à XV international géorgien. Il évolue au poste de troisième ligne aile (1,93 m pour 100 kg).

## Carrière

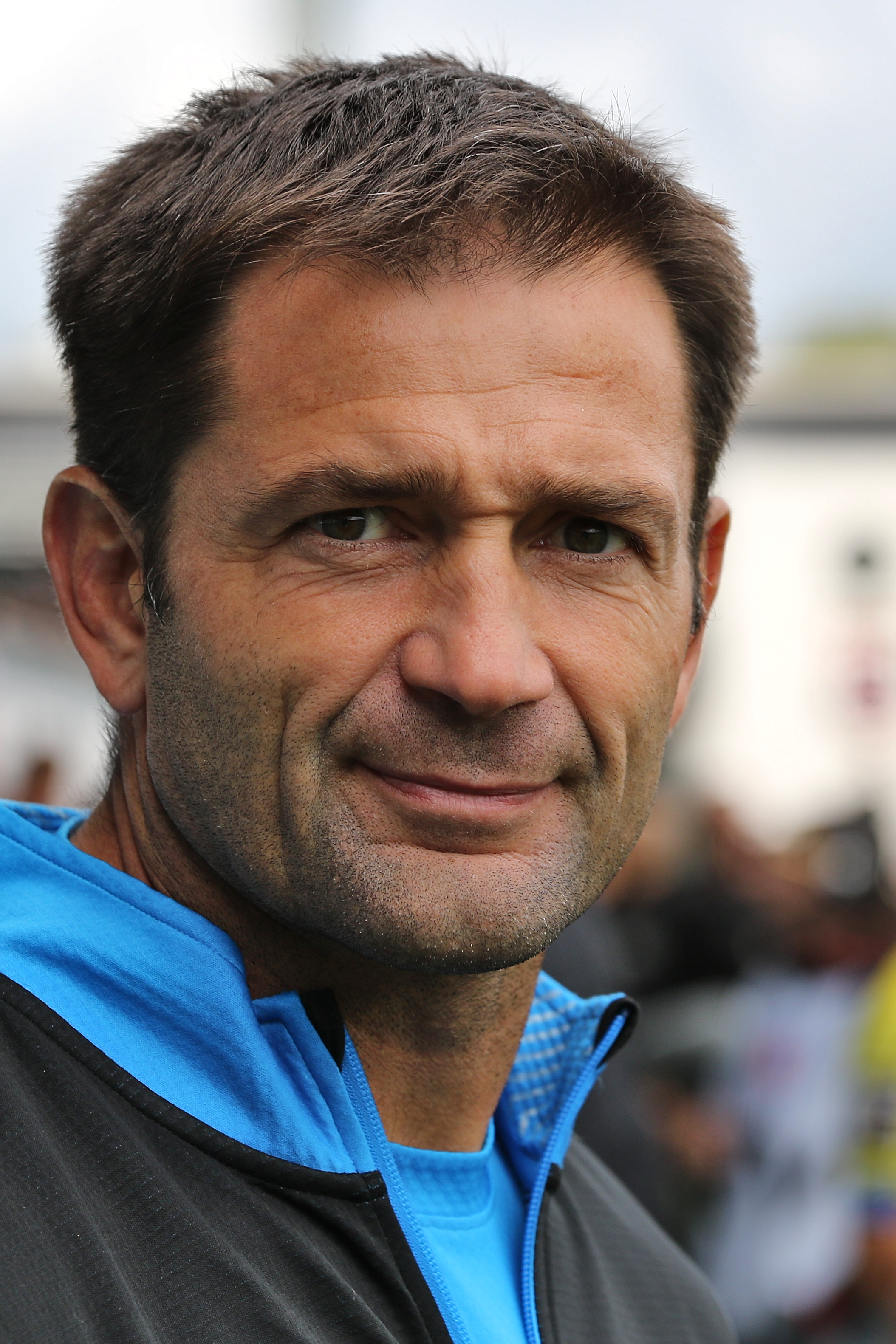
Franck Azéma, ici en 2015, est l'entraîneur de Viktor Kolelishvili de 2010 à 2013, puis de nouveau de 2014 à 2019.

### En club
Viktor Kolelishvili évolue dans un premier temps avec le Lelo Tbilissi, un club qui évolue dans le championnat national géorgien.
Il rejoint ensuite la France en 2010, et s'engage avec le club de l'ASM Clermont évoluant en Top 14, rejoingnant son centre de formation. Il joue pendant deux saisons en espoir, avant de faire ses débuts professionnels le 5 mai 2012 contre le Castres olympique,. La saison suivante, il joue cinq rencontres, à chaque fois comme remplaçant.
En manque de temps de jeu avec Clermont, en raison de la forte concurrence à son poste, il est prêté au Lyon OU en Pro D2 pour la saison 2013-2014. Il s'impose immédiatement comme un titulaire indiscuté en troisième ligne, et participe à la remontée du LOU en Top 14.
Après ce prêt réussi à Lyon, il retourne à l'ASM Clermont, où il prolonge son contrat pour deux saisons supplémentaires. Après son retour, il devient un élément important dans la rotation au poste de troisième ligne, malgré une concurrence toujours importante. Il dispute notamment la demi-finale du championnat perdue contre le Racing 92, lors de la saison 2015-2016. Il subit cependant un grand nombre de commotion cérébrale à partir de 2015, ce qui le pousse à mettre entre parenthèse sa carrière en juin 2019, avant de finalement annoncer sa retraite en septembre 2020,,.

### En équipe nationale
Viktor Kolelishvili joue avec l'équipe de Géorgie des moins de 20 ans en 2008, disputant à cette occasion le Trophée mondial des moins de 20 ans.
Il a honoré sa première cape internationale en équipe de Géorgie le 20 juin 2008 contre l'équipe d'Italie A à Bucarest,.
Il est sélectionné pour disputer la Coupe du monde 2011 en Nouvelle-Zélande. Il dispute deux rencontres lors de la compétition, contre l'Écosse et l'Argentine.
Entre 2013 et 2014, il fait un passage en rugby à sept, et dispute la Coupe du monde de rugby à sept 2013 avec sa sélection nationale. Il joue également le tournoi de Lyon 2014, comptant pour le Seven's Grand Prix Series.
Il fait partie du groupe géorgien sélectionné pour participer à la Coupe du monde 2015 en Angleterre. Il dispute quatre matchs contre la Tonga, l'Argentine, la Nouvelle-Zélande et la Namibie.

## Palmarès

### En club
- Vainqueur du Championnat de France en 2017 avec l'ASM Clermont Auvergne.
- Champion de France de Pro D2 : 2014 avec le Lyon OU.

### En équipe nationale

#### En rugby à XV
- 50 sélections en équipe de Géorgie entre 2008 et 2018[4].
- 4 essais (20 points).
- Sélections par année : 1 en 2008, 4 en 2010, 7 en 2011, 4 en 2012, 8 en 2013, 7 en 2014, 5 en 2015, 3 en 2016, 5 en 2017 et 6 en 2018.

En Coupe du monde :
- 2011 : 2 sélections (Écosse, Argentine).
- 2015 : 4 sélections (Tonga, Argentine, Nouvelle-Zélande, Namibie)

#### En rugby à sept
- 11 sélection en équipe de Géorgie de rugby à sept entre 2013 et 2014.
- 1 essai (5 points).
- Sélections par année : 5 sélections en 2013, 6 en 2014.

En Coupe du monde à sept :
- 2013 : 5 sélections (États-Unis, Nouvelle-Zélande, Canada, Hong Kong, Japon).